# NGC 6738
NGC 6738 é um aglomerado aberto na direção da constelação de Aquila. O objeto foi descoberto pelo astrônomo John Herschel em 1829, usando um telescópio refletor com abertura de 18,6 polegadas. Devido a sua moderada magnitude aparente (+8,3), é visível apenas com telescópios amadores ou com equipamentos superiores. 